# گرگ موتلا
گرگ موتلا (به انگلیسی: Greg Mottola) (زاده ۱۱ ژوئیه ۱۹۶۴) کارگردان فیلم، فیلم‌نامه‌نویس و کارگردان تلویزیونی اهل ایالات متحده آمریکا است.

## فیلم‌شناسی

### فیلم
| سال  | عنوان            | کارگردان | نویسنده | توضیحات |
| ---- | ---------------- | -------- | ------- | ------- |
| ۱۹۹۶ | مسافران روز      | آری      | آری     |         |
| ۲۰۰۷ | خیلی بد          | آری      | نه      |         |
| ۲۰۰۹ | سرزمین ماجراجویی | آری      | آری     |         |
| ۲۰۱۱ | پل               | آری      | نه      |         |
| ۲۰۱۳ | پاک کردن تاریخچه | آری      | نه      | تله‌فیلم |
| ۲۰۱۶ | چشم‌وهم‌چشمی       | آری      | نه      |         |

### تلویزیون
| سال       | عنوان           | توضیحات          |
| --------- | --------------- | ---------------- |
| ۲۰۰۳-۲۰۰۴ | پرورش شکست‌خورده | کارگردان سه قسمت |
| ۲۰۱۲      | اتاق خبر        | کارگردان سه قسمت |
| ۲۰۲۰      | دیو             | کارگردان سه قسمت |